# Дитяча праця

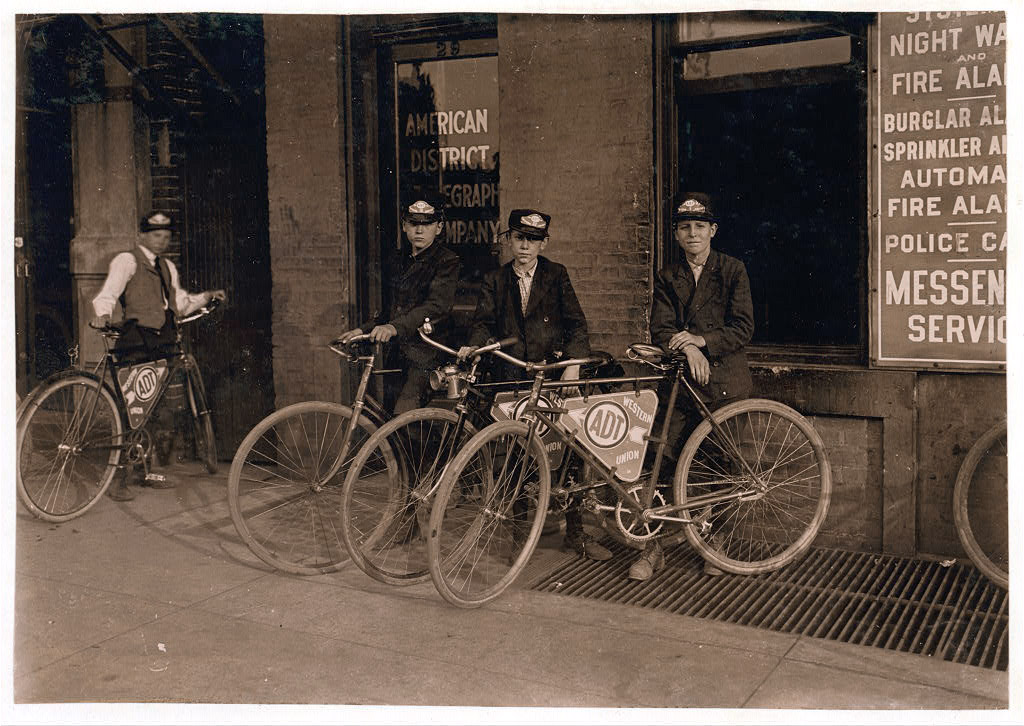
«Чиста» праця: діти-посильні телеграфу в Індіані, США. 1908

Дитяча праця — це залучення дітей до роботи на регулярній основі. Останнім часом у більшості країн дитяча праця вважається формою експлуатації та визнана незаконною. У минулому дитяча праця була широко поширена, але після появи та визнання концепцій безпеки праці та прав дітей сфери застосування дитячої праці поступово стали скорочуватися.

## Загальні відомості
Серед видів дитячої праці, існуючих в цивілізованих країнах, можна відзначити роботу в шоу-бізнесі (кіно, театр, естрада). Діти часто бувають залучені до злочинної діяльності, в тому числі проституції та порнографії. У деяких країнах Африки дітей озброюють та змушують брати участь у бойових діях.
ООН та Міжнародна організація праці розглядають дитячу працю як експлуатацію. Стаття 32 Конвенції про права дитини гарантує «на захист від економічної експлуатації та від виконання будь-якої роботи, яка може становити небезпеку для здоров'я, бути перешкодою в одержанні нею освіти чи завдавати шкоди її здоров'ю, фізичному, розумовому, духовному, моральному та соціальному розвитку».

## Причини

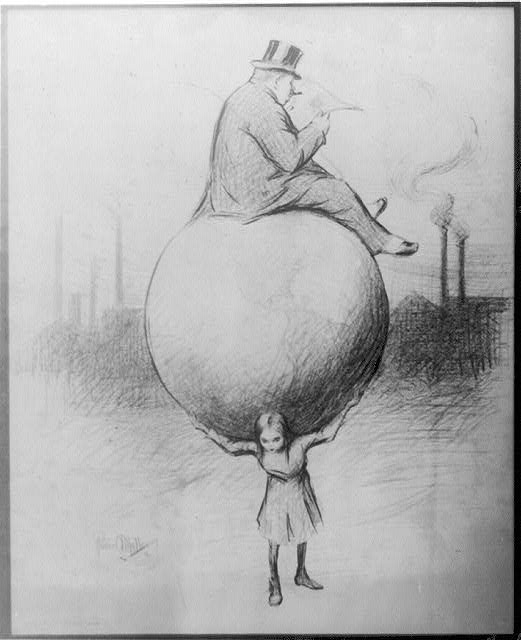
Карикатура 1912

Дитяча праця може розглядатись як наслідок злиднів та низького рівня розвитку суспільства. Одна з основних причин, які змушують дітей працювати, полягає в тому, що від цього залежить виживання їх сімей та їх власне виживання. Важливу роль відіграє воля дорослих, які можуть використовувати незахищеність дітей у своїх цілях. Також відіграють певну роль соціальні та культурні традиції, наприклад:
- думка про те, що праця сприяє формуванню характеру та розвитку навичок дітей
- традиція спадкоємності професії
- переконання в тому, що дівчатка в меншій мірі потребують освіти, ніж хлопчики, у зв'язку з їх традиційною роллю домогосподарок.

Вищевказані традиції можуть бути настільки сильними, що як діти, так і їхні батьки можуть не усвідомлювати, що дитяча праця незаконна та суперечить інтересам самих дітей.

## Історія
Майже у всіх країнах світу протягом історії діти селян, рабів, а потім і ремісників допомагали батькам. Швидше за все працездатні діти допомагали ще в первісних суспільствах. У середньовічній Європі діти, навчаючись у вільних ремісників, а потім у цехових, допомагали їм.
Дитяча праця на фабриках (заводах), шахтах була звичайним явищем у багатьох промислово розвинених країнах Європи та Америки в XIX столітті. Діти працювали нарівні з дорослими до 14-18 годин на добу (іноді з 5-6-річного віку), причому їм платили за це в кілька разів менше. Там існувало безліч заборонних правил внутрішнього розпорядку, наприклад, заборонялося дивитися у вікно на робочому місці (для чого на вікнах висіли решітки або заглушки), грати в перервах на їжу.
У Британії ще існували робітні будинки, де жебраки (дорослі та діти) трудилися примусово в близьких до тюремних умовах. Про важкі умови дитячої праці писав англійський історик Генрі Джіббінгс в книзі «Промислова історія Англії». Одним з перших увагу до проблеми дитячої праці в Британії привернув знаменитий реформатор Роберт Оуен — у 1816 р. він виступив на цю тему в Парламенті. З кінця XVIII століття та протягом XIX майбутніх ремісничих учнів («англійських рабів», як називав їх письменник) зазвичай набирали в робітних будинках, і, коли вони потрапляли на «навчання» до міських фабрик, то не отримували ніякої платні, одягу. Час праці був обмежений лише повним виснаженням сил після застосування різних примусових способів продовження роботи (наприклад, після побоїв наглядачів). Діти часто працювали до 16 годин поспіль, іноді вночі, а в неділю чистили машини. Годували їх найдешевшою та поганою їжею, яка часто йшла також на корм свиням. Спали вони почергово на брудних ліжках. Деякі намагалися втекти з фабрики, і щоб попередити втечі, запідозрених у цьому намірі дітей заковували в кайдани: вони працювали та спали в ланцюгах. Такому ж поводженню піддавалися і молоді жінки. Багато хто, не витримавши непосильної праці, вмирали, і їх ховали ночами в якомусь глухому місці, щоб народ не міг дізнатися масштабів такого «рабства», деякі покінчували з собою.

## Дитяча праця у світі

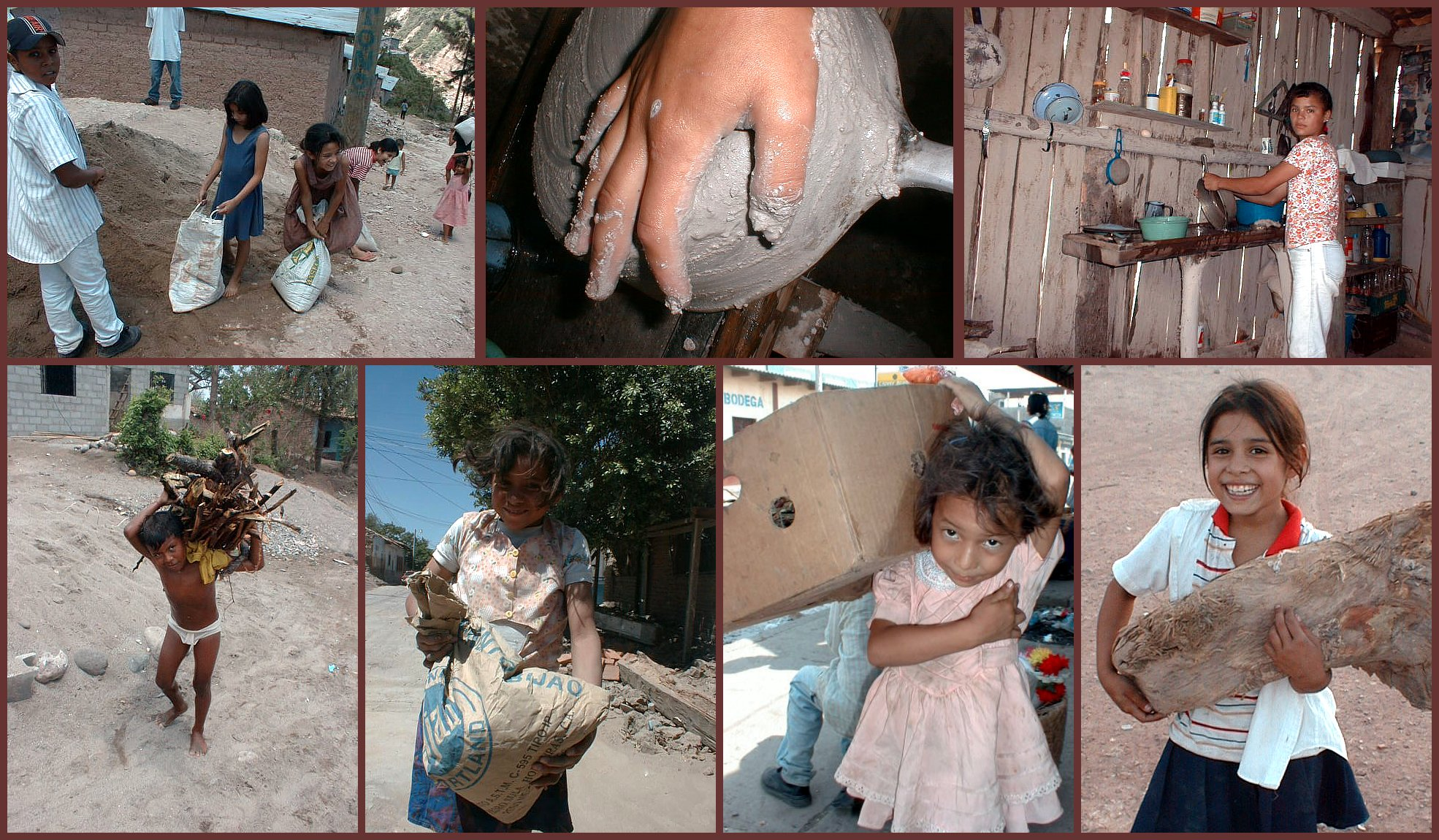
Різні форми дитячої праці в Центральній Америці, 1999

За оцінками Міжнародної організації праці (МОП), лише в країнах, що розвиваються, змушені працювати близько 250 мільйонів дітей віком від 5 до 14 років. З них 153 млн. живе в Азії, 80 млн. — в Африці і 17 мільйонів — в Латинській Америці. «Багато з них трудяться в умовах, які небезпечні для їх фізичного, духовного та емоційного розвитку».
У багатьох країнах застосування праці малолітніх (осіб, які не досягли 14 років) заборонене.